# كونفدرالية تارغوفيتسكا

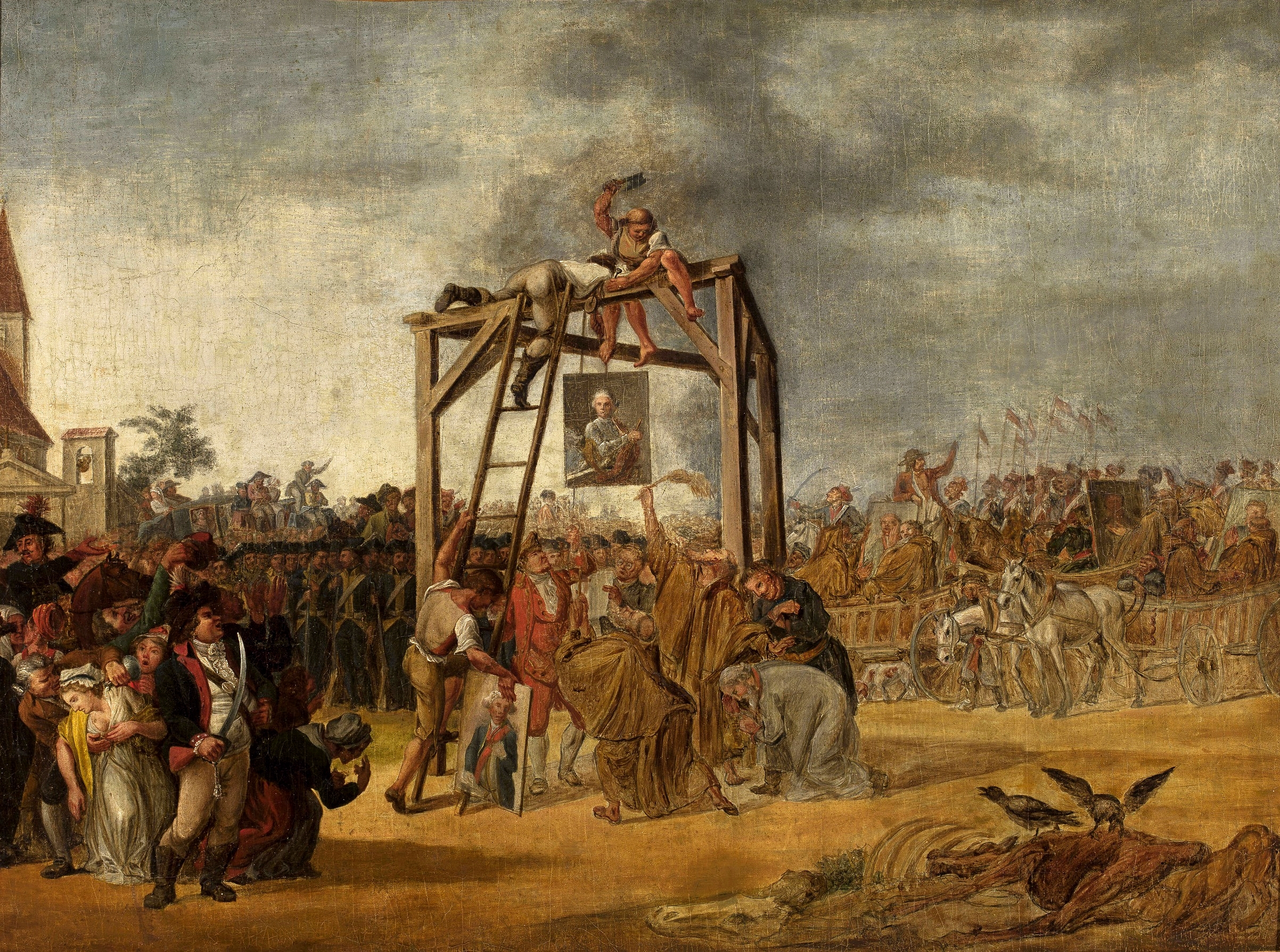
شنق الكونفدراليين في انتفاضة 1792

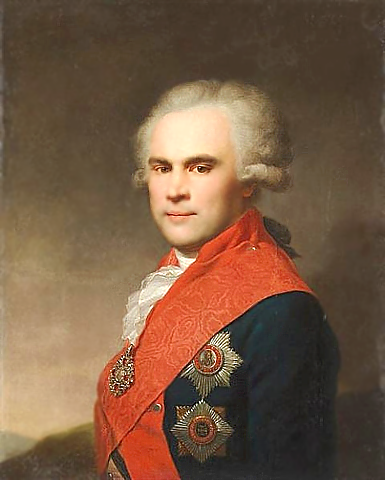
فاسيلي بوبوف

كونفدرالية تارغوويكا ((بالبولندية: Konfederacja targowicka)‏) كانت كونفدرالية أنشئها نبلاء بولنديون وليتوانيون في 27 أبريل 1792 في سانت بطرسبرغ بدعم من الامبراطورة الروسية كاترين الثانية 
أنشئت الكونفدرالية لمعارضة الدستور البولندي في ماي 1791 والذي اعتمده البرلمان البولندي وخصوصا الفقرات التي تقلل من امتيازات النبلاء. حرر الجنرال الروسي فاسيلي بوبوف قائد مجموعة الأمير غريغوري بوتمكين وثيقة تأسيس الكونفدرالية. وأعلن عن إنشاءها في مدينة تارغوويكا الصغيرة الواقعة في أوكرانيا حاليا في 14 ماي 1792. بعد أربعة أيام اجتاح جيشان روسيا الكومنولث البولندي اللتواني بدون سابق إعلان حرب.
هزمت قوات الكونفدرالية القوات الموالية للكومنولث والبرلمان والملك ستانيسلو في الحرب الروسية البولندية 1792. كنتيجة انضم الملك للكونفدرالية وساهم ذلك في التقسيم الثاني لبولندا وأعدت ظروف التقسيم الثالث وأخيرا أنهت وجود الكومنولث البولندي اللتواني في 1795. هذا الحدث الأخير فاجأ الكونفدراليين وأصبحوا يطالبون بالوضع السابق للحرب.
أصبح اسم التارغوويكين الواصف للكونفدرالية مذموما في الحياة السياسية البولندية ووصفوا بالخونة وهو لا يزال مستعملا حتى اليوم.